# Nadigeumigus mirabilis
Nadigeumigus mirabilis är en insektsart som beskrevs av Scott LaGreca 1993. Nadigeumigus mirabilis ingår i släktet Nadigeumigus och familjen Pamphagidae. Inga underarter finns listade i Catalogue of Life.